# Montellano
Montellano er en by og kommune i det sydlige Spanien i provinsen Sevilla. Den har et indbyggertal på 7.031 (2024) indbyggere.